# Santi Gioacchino e Anna alle Quattro Fontane
Santi Gioacchino e Anna alle Quattro Fontane, även benämnd Santi Anna e Gioacchino alle Quattro Fontane, är en dekonsekrerad kyrkobyggnad i Rom, helgad åt Jungfru Marias föräldrar Anna och Joakim. Den är belägen i närheten av Quattro Fontane i Rione Monti. 

## Historia
År 1608 införskaffade den spanske oskodda karmeliten José de Jesús María två hus vid Via Pia (dagens Via del Quirinale – Via XX Settembre) i närheten av Quattro Fontane. Säljare var Orazio Zerreni och kardinal Michelangelo Tonti.
Dessa hus byggdes om till ett kloster och den 9 november 1611 konsekrerades klostrets kyrka av monsignor Cesare Fedeli. Omkring år 1638 beslutade orden, att man skulle bygga om kyrkan och gav uppdraget åt arkitekten Paolo Maruscelli. När denne dog 1649, övertogs arbetet av Alessandro Sbrenchio, som fullbordade kyrkan under Alexander VII:s pontifikat (1655–1667).
År 1807, under den franska ockupationen av Rom, övergav karmeliterbröderna kyrkan och klostret, som genom Carlo IV:s försorg överläts åt den saliga Maria Maddalena dell'Incarnazione (Caterina Sordini), grundare av Suore Adoratrici Perpetue del Santissimo Sacramento, vilka särskilt hängav sig åt tillbedjan av det heliga Sakramentet. Systrarna flyttade 1839 till den närbelägna kyrkan Santa Maria Maddalena al Quirinale och kyrkan och klostret förlänades åt oskodda trinitarier, vilka sju år senare försålde komplexet åt det belgiska colleget. Vid denna tid företogs en restaurering av kyrkan och dess interiör smyckades med fresker. Colleget flyttade under 1960-talet till nya lokaler vid Via Giambattista Pagano i distriktet Aurelio i västra Rom. Kyrkobyggnaden har sedan dess dekonsekrerats.

## Exteriör och interiör
Kyrkan har inte någon fasad, utan exteriören utgörs av en portal med kolonner med korintiska kapitäl. Kolonnerna vilar på socklar med lejonhuvuden och bär upp ett entablement och ett brutet triangulärt pediment. Ovanför portalen minner en inskription om att kyrkan helgades åt de heliga Joakim och Anna under påve Paulus V:
Kyrkans kupol saknar tambur och kröns av en lanternin, smyckad med den Helige Andes duva i relief. Högaltaret har målningen Den heliga Familjen med de heliga Anna och Joakim, utförd av en okänd 1600-talskonstnär. Till vänster om högaltaret befinner sig gravmonumentet över Alfredo De Limminghe, en påvlig infanterist som sköts ihjäl den 16 april 1861. Monumentet är utfört av Pietro Galli (1804–1877) efter en design av Giovanni Battista de Rossi. I högrelief ses De Limminghe knäböja inför den helige Petrus, som tar emot honom med öppna armar.
Kardinalen Gil Carrillo de Albornoz (1579–1649) begravdes i kyrkan.

### Övriga konstverk i urval
- I. Renier – Den helige Petrus uppenbarar sig för den helige Amandus
- I. Renier – Den helige Petrus uppenbarar sig för den helige Servatius
- Pietro Nelli – En helig munk tröstar en sjuk syster
- Pietro Nelli – Två systrar i samtal
- Odoardo Vicinelli – Vår Fru av Berget Karmel

## Bilder
| - Den saliga Maria Maddalena dell'Incarnazione. - Santi Gioacchino e Anna alle Quattro Fontane, akvarell av Achille Pinelli från år 1834. Den vänstra portalen leder in till kyrkan, medan den högra leder in till colleget. - Santi Gioacchino e Anna alle Quattro Fontane på en karta från år 2016. |